# Concorso internazionale di musica Viotti
Il Concorso internazionale di musica Viotti, intitolato al compositore Giovanni Battista Viotti, si tiene ogni anno a Vercelli dal 1950. Fondato da Joseph Robbone, dal 1957 è membro della World Federation of International Music Competitions.
Si svolge all'interno del Teatro civico di Vercelli.
Il Viotti Festival  invece è nato nel 1998 da un'idea dei fondatori della Associazione Camerata Ducale di Vercelli.

## Storia
In origine riservato ai pianisti, in seguito si sono aggiunte, in alcuni anni, le discipline di violino, musica da camera, oboe, chitarra, fagotto, tromba, danza e composizione, per un totale di 19 sezioni.
Il primo vincitore nel 1950 fu il pianista francese Jean Micault (1924-2021) che fu allievo del celebre Maestro Alfred Cortot da quando ebbe 12 anni.
Nei 70 anni dalla sua fondazione vi hanno partecipato migliaia di concorrenti, molti dei quali hanno raggiunto fama internazionale. Tra questi vi sono stati Luigi Alva, Claudio Abbado, Luciano Pavarotti, Mirella Freni, Nicola Martinucci, Salvatore Accardo, Joaquín Achúcarro, Daniel Barenboim, Renato Bruson, Piero Cappuccilli, Raina Kabaivanska, Sumi Jo e   Jeanne You, Mayuki Miyashita.
Tra i giudici vi sono stati, per citarne alcuni, Franco Corelli, Carlo Maria Giulini, Yehudi Menuhin, Arturo Benedetti Michelangeli, Birgit Nilsson, Carl Orff, Aureliano Pertile, Elisabeth Schwarzkopf, Renata Scotto, Joan Sutherland e Raina Kabaivanska.
La 71ª edizione si tenne al Teatro civico di Vercelli dal 29 ottobre al 6 novembre 2021. La prova finale si svolse con la partecipazione dell’Orchestra del Teatro Carlo Felice di Genova diretta dal maestro Marcello Rota.

## Vincitori della sezione pianoforte

### 1950
- 1:  Jean Micault
- 2:  Maria Teresa Garatti;  Carlos Rivero Morales
- 3:  Licia Mancini

### 1951
- 1:  Isabella Salamon
- 2:  Hans Peter Wallfisch
- 3:  Pieralberto Biondi

### 1952
- 1:  René Pouget
- 2:  Walter Blankenheim
- 3:  Alexander Jenner;  Andrzej Wasowski

### 1953
- 1:  Joaquín Achúcarro;  Luciano Bertolini;  Gabriel Tacchino
- 2:  Monte Hill Davis;  Eléonore Kraemer
- 3:  Adriana Brugnolini;  Jack Edwin Guerry

### 1954
- 1:  Yoko Kono
- 2:  Cécile Ousset;  Chiaralberta Pastorelli;  Kurt Bauer;  Richard Cass
- 3:  Claudine Durussel;  Marion Zarzeczna;  Bruno Fabius; Alberto Neuman (Argentina); Emanuele Perrotta (Italia)
- Grand Prix:  Daniel Barenboim

### 1955
- 1:  Cécile Ousset
- 2:  Alberto Colombo
- 3:  Danièle Dechenne–Decroos;  Günter Ludwig;  Natascia Calza;  Pierre Delgrange;  Alain Barnheim
- Finalista:  Claudio Abbado

### 1956
- 1:  Robert Alexander Bohnke
- 2:  Pier Narciso Masi;  James Mathis
- 3: —

### 1957
- 1: —
- 2:  Claude Conard-Dargier;  George Katz
- 3:  Andrée Darras

### 1958
- 1: —
- 2:  Ivan Roy Davis Jr.;  Claude Berard
- 3: —

### 1959
- 1: —
- 2:  John Perry;  Irène Pamboukjian;  Annick Savornin-Daru
- 3:  Gino Brandi;  Vittorio Del Col;  Pierre-Yves Le Roux;  Luisa De Robertis;  Raffaella D’Esposito

### 1960
- 1:  Dale Bartlett
- 2:  Eugenia Hymann Monacelli;  Midori Miura
- 3:  Bruno Pompili;  Jerzy Gajek

### 1961
- 1:  Alberto Neuman
- 2:  Giorgio Sacchetti
- 3:  Antonio Rodríguez Baciero;  Luigi Galvani

### 1962
- 1: —
- 2 (Grand Prix):  Lidia Rocchetti;  Christian Bernard
- 2:  Minka Royer-Routcheva;  Giuliano Silveri;  Alessandro Specchi
- 3: —

### 1963
- 1:  Franco Angeleri;  Gernot Kahl
- 2:  Paule-Françoise Bonnet;  Gi-In Wang –  Dag Achatz; –  Ivan Darel-Kaiserman;  Marco Vavolo
- 3: —

### 1964
- 1:  François-Joël Thiollier
- 2:  Rafael Orozco-Flores;  Lois-Carole Pachucki
- 3:  Claude Savard

### 1965
- 1:  Joaquín Ángel Soriano Villanueva
- 2:  Yoshiya Iwamoto;  Robert Spillman;  Norma Raquel Boldorini;  Leonora Milá i Romeu;  Suzanne Husson
- 3:  Fausto Di Cesare;  Vladimir Krpan

### 1966
- 1:  Jesús González Alonso;  Klaus Hellwig
- 2:  Ettore Peretti
- 3:  Riccardo Risaliti;  Kaori Kimura

### 1967
- 1:  Jacques Rouvier
- 2:  Ettore Peretti;  Catherine Collard
- 3:  Živko Paunov;  Marie-Cécile Milan;  Supitra Riensuvarn
- Finalista:  Jean-Louis Steuerman

### 1968
- 1:  Alexandra Ablewicz;  Anna Maria Cigoli
- 2:  Micaela Mingardo
- 3:  Danielle De Gasquet;  César Brunin Zaror;  Franz-Friedrich Eichberger

### 1969
- 1:  Sergio Marengoni
- 2:  Maryvonne Le Gallo;  César Brunin Zaror
- 3:  Herbert Seidel;  Marika Noda

### 1970
- 1:  Michael Krist
- 2:  Yong-Hi Moon;  Marina Horak
- 3:  Carlos Cebro;  Takejiro Hirai

### 1971
- 1:  Vincenzo Balzani;  Hiroshi Tajika
- 2:  Noemi Gobbi;  Yaeko Sasaki;  Vera Drencova
- 3: —

### 1972
- 1:  Dirk Joeres
- 2:  Olivier Gardon;  Bianca Bodalia
- 3:  Claus-Christian Schuster;  Ramzi Yassa –  Taeko Kojima

### 1973
- 1: —
- 2:  Pascal Devoyon; –  Csilla Schulter;  Marioara Trifan
- 3:  Emanuela Bellio;  Nancy Loo

### 1974
- 1: —
- 2:  Anne Perchat;  Pierre Laurent Aimard
- 3:  Johannes Kropfitsch;  Harumi Hanafusa

### 1975
- 1:  Arnulf Von Arnim;  Edson Lopes Elias
- 2: } Boris Bloch;  Richard Fields;  Elena Mouzalas
- 3:  Jacques Gauthier;  Tomoko Mizuno [Harada];  Diana K. Weekes

### 1976
- 1:  Karina Oganjan
- 2:  Aleksandr Malkus
- 3:  Wolfram Lorenz;  Svetlana Potanina

### 1977
- 1:  Erik Berchot;  Ewa Pobłocka
- 2:  Massimo Gon; Anne Robert Cambresy
- 3:  Elvina Zejnalova

### 1978
- 1:  Pavel Gililov;  Angela Hewitt
- 2:  Giovanni Umberto Battel;  Jovčo Margaritov Krušev;  Jean-Yves Thibaudet
- 3:

### 1979
- 1: —
- 2:  Liora Ziv-Li;  Alain Jacquon
- 3: —

### 1980
- 1:  Gulzhamilija Kadyrbekova
- 2:  Vasif Chasanov;  Claudius Tanski
- 3:  François Chouchan;  Atsuko Isozaki

### 1981
- 1:  Babette Hierholzer
- 2:  Rita Kinka
- 3:  Mayo Yoshimura

### 1982
- 1: —
- 2:  Thomas Duis
- 3:  Anne Fawaz

### 1983
- 1:  Mari Tsuda
- 2: —
- 3:  Olivier Cazal;  Marie-Noëlle Damien

### 1984
- 1:  Oleg Volkov
- 2:  Pavel Zarukin
- 3: —

### 1985
- 1:  Mi-Joo Lee
- 2:  Véronique Pellissero;  Elisabeth Schlader
- 3:  Nobuyuki Nagaoka

### 1986
- 1:  Eckart Heiligers
- 2:  Peter Máté
- 3:  Martin Zehn

### 1987
- 1: —
- 2:  Mats Jansson
- 3:  Hie-Yon Choi

### 1988
- 1:  Ulrike Payer
- 2:  Luca Rasca
- 3:  Hisako Nagayoshi;  Sylviane Pintarelly

### 1989
- 1:  Igor' Kamenc
- 2:  Sergej Erochin
- 3:  Giampaolo Stuani;  Roberto Corlianò

### 1990
- 1: —
- 2:  Choi Kyoung-Ah;  Violetta Egorova
- 3: —

### 1991
- 1:  Andrej Sichorskij
- 2:  Luca Ballerini
- 3:  Gabriele Maria Vianello;  Sergeij Milchten

### 1992
- 1:  Camillo Radicke
- 2:  Wojciech Kocyan
- 3:  Maria Clementi

### 1993
- 1:  Vadim Rudenko
- 2:  Valeriu Rogacev
- 3:  Mutsuko Yamamoto

### 1994
- 1: —
- 2:  Valeriu Rogacev
- 3:  Cristiano Burato;  Francesco Cipolletta

### 1995
- 1: —
- 2:  Aleksandar Serdar
- 3:  Cristiano Burato;  Etsuko Hirose

### 1996
- 1:  Eung-Joo Chung
- 2:  Ol'ga Pušečnikova
- 3:  Tamara Stefanović;  Seiko Ohtomo

### 1997
- 1: —
- 2:  Christian Leotta
- 3:  Julia Bartha;  Nobuhito Nakai

### 1998
- 1: —
- 2:  Paolo Wolfango Cremonte;  Noriko Ishiguro
- 3:  Miwako Takeda

### 1999
- 1:  Ayako Kimura
- 2:  Alessandra Maria Ammara
- 3:  Davide Franceschetti

### 2000
- 1: —
- 2:  Davide Cabassi;  Jacob Leuschner
- 3:  Dong Min Lim;  Jeanne You

### 2001
- 1:  Hisako Kawamura
- 2:  Stefania Cafaro
- 3:  Federico Gianello

### 2002
- 1:  Yeol-Eum Son
- 2:  Ekaterina Mečetina
- 3:  Lorenzo Di Bella

### 2003
- 1:  Hyo-Sun Lim
- 2:  Akiko Nikami
- 3:  Jun Nakao

### 2004
- 1:  Fëdor Amirov
- 2: —
- 3: —

### 2005
- 1:  Mizuka Kano
- 2:  Yuko Mine [Ellinger]
- 3:  Boris Feiner

### 2007
- 1:  Martina Filjak
- 2:  Sergej Arcibašev
- 3:  Cathal Breslin

### 2009
- 1: —
- 2:  Stefan Ćirić
- 3:  Christian Chamorel

### 2011
- 1:  Aleksej Lebedev
- 2:  Illja Zujko
- 3:  Artem Jasynskyj

### 2013
- 1:  Jonathan Fournel
- 2: —
- 3:  Aleksej Syčev;  Aleksandr Panfilov

### 2015
- 1:  Il'ja Maksimov[11]
- 2:  Maksim Kinasov
- 3:  Alexander Bernstein

### 2017
- 1:  Konstantin Emel'janov
- 2:  Shiori Kuwahara;  Aristo Sham

### 2019
- 1:  Ziyu Liu
- 2:  Hans H. Suh
- 3:  Yilan Zhao

### 2021
- 1: —
- 2:  Airi Katada;  Anton Mejias
- 3:  Kisuk Kwon

### 2023
- 1:  Dominic Chamot
- 2:  Valère Burnon
- 3:  Giuseppe Guarrera